# Peak (jogo eletrônico)
Peak (estilizado como PEAK) é um jogo eletrônico cooperativo de exploração focado em escaladas de montanhas geradas proceduralmente, com elementos de sobrevivência. Foi desenvolvido e publicado em uma colaboração da Aggro Crab com Landfall para Windows através da plataforma Steam em 16 de junho de 2025. No jogo, os jogadores controlam escoteiros em uma ilha desconhecida depois de um pouso forçado e devem escalar a montanha para escapar da ilha.
Em seu lançamento, Peak recebeu críticas grandemente favoráveis dos críticos.

## Jogabilidade

Dois jogadores na região dos trópicos. A barra de resistência mostra que o jogador está com resistência limitada devido ao peso (marrom), fome (amarelo) e envenenamento (roxo)

O jogo suporta até quatro jogadores que tomam o controle de escoteiros, com o objetivo de escalar uma montanha após um pouso forçado em uma ilha desconhecida. O mapa é gerado proceduralmente e é trocado a cada 24 horas. Os jogadores também devem gerenciar uma barra de resistência (que também age como barra de vida do jogador) que se esgota conforme o jogador realiza ações como correr, pular e escalar, além de ser danificada por fome, veneno, peso carregado e condições extremas do ambiente, como lava e nevascas.
Caso um (ou mais jogadores) venha a morrer, o mesmo pode ser revivido pelos companheiros de equipe por meio de alguns métodos, incluindo o uso de altares encontrados em acampamentos, que servem como área de descanso entre os níveis.
O inventário dos jogadores é limitado até três itens e podem fazer uso de uma mochila para carregar até mais quatro. Ao completar a dificuldade padrão de escalada, os jogadores recebem uma faixa cosmética no jogo e desbloqueiam dificuldades mais difíceis.
O jogo conta com poucos inimigos, escorpiões peçonhentos, encontrados no bioma da chapada, que podem picar e envenenar jogadores e o "Chefe escoteiro", que surge quando um jogador viaja muito longe do grupo ou quando é invocado por meio do uso de um item, o "Cornetim do chefe escoteiro".
Além de escalar a montanha, os obstáculos que os jogadores podem encontrar incluem carrapatos, que causam dano de veneno ao jogador afetado até que um companheiro de equipe remova o parasita. Eles podem ser consumidos, semelhante a outros itens relacionados à comida no jogo.
O jogo apresenta vários itens que auxiliam na escalada da montanha, incluindo rolos de corda, canhões de corda, pitões, etc. Os rolos de corda podem ser colocados em posições elevadas, permitindo que uma corda seja abaixada para ajudar outros jogadores na subida. Canhões de corda podem ser disparados contra uma parede ou teto e implantar uma corda que desce e pode ser escalada. Pitões podem ser colocados em qualquer superfície rochosa na qual o jogador possa escalar e servir como locais de descanso para os jogadores.

## Desenvolvimento
Peak foi originalmente desenvolvido como parte de uma game jam realizada em fevereiro de 2025 , foi expandido para uma versão completa e lançado oficialmente em 16 de junho de 2025. O jogo rapidamente cresceu em popularidade na plataforma de streaming ao vivo Twitch, e o nível de sucesso foi comparado a jogos como Lethal Company e Phasmophobia.
Em 29 de junho de 2025, o jogo recebeu uma atualização que dá aos jogadores a habilidade de praticar canibalismo quando famintos, devorando (e por consequência, matando) seus colegas de equipe em troca da recuperação total de sua fome. A opção de desabilitar esta função foi adicionada em uma atualização em 1 de agosto de 2025.
A primeira grande atualização do jogo foi lançada em 11 de agosto de 2025, adicionando um bioma de mesa (chamado no jogo de "Chapada"), bem como itens novos, como balões, protetores solares e canhões humanos, além de cosméticos adicionais.

## Recepção
Peak recebeu críticas "geralmente favoráveis", de acordo com o site agregador de críticas Metacritic. O OpenCritic determinou que 100% dos críticos recomendam o jogo.
A PC Gamer deu a nota 86/100, comentando que "Peak é um jogo construído fantasticamente" e "tudo o que eu gostaria de um jogo cooperativo". Jack Coleman, escrevendo para TheGamer, descreveu o jogo como "o melhor jogo friendslop que já joguei". A Vice descreveu o jogo como o "melhor da sua classe".

### Vendas
| AGGRO CRAB 💥   | Logo do X, uma letra X estilizada |
| @AggroCrabGames |                                   |

            why did this stupid jam game sell more copies than another crabs treasure im gonna crash out

22 June 2025

Nas primeiras 24 horas após o lançamento, o jogo vendeu mais de 100.000 cópias. As vendas ultrapassaram um milhão de cópias na primeira semana, superando o título anterior da Aggro Crab, Another Crab's Treasure. No nono dia após o lançamento, as vendas totais atingiram dois milhões de cópias, e ultrapassaram 5 milhões de vendas no primeiro mês.

A conta de mídia social Aggro Crab postou sobre o sucesso do jogo, com uma frustração sarcástica sobre como o jogo teve um desempenho melhor do que Another Crab's Treasure.